# Entamoeba histolytica
Az Entamoeba histolytica az Amoebozoa törzs protozoonfaja. Emberi élősködőként a vastagbélben elszaporodhat, megbetegedést, úgynevezett amőbiázist okozva. Nevének jelentése: szövetoldó bélamőba.

## Morfológia és életmód
Az Entamoeba histolytica sejtnek két megjelenési formája ismert (számos más protozoonhoz hasonlóan): a  mozgó, táplálkozó, szaporodó trofozoita (trophozoita), valamint a kedvezőtlen környezeti tényezők hatására kialakuló, burokkal körülvett ciszta (cysta).
A trofozoita 10–50 μm méretű sejt, centrális helyzetű maggal. Állábakkal (pseudopodium) mozog. Ivartalanul, kettéosztódással szaporodik. Anaerob életmódot folytat. Az emberi vastagbélben él, ahol elsősorban a nyálkahártya szöveteivel táplálkozik: miután adhéziós molekuláival hozzátapadt a vastagbélhám sejtjeihez, úgynevezett hisztolitikus enzimeket szabadít fel, melyek feloldják a nyálkahártya szöveteit, alkalmassá téve azokat a fagocitózisra. A béltartalomból izolált trofozoiták mikroszkóppal vizsgálva felismerhetők arról, hogy fagocitált vörösvértesteket tartalmaznak.

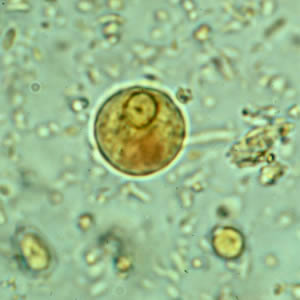
E. histolytica ciszta

A ciszta 6–25 μm átmérőjű, kerek képlet, melynek egy, kettő vagy négy magja van, és gyakran tartalmaz ún. kromatoid testet. Nedves környezetben hetekig életképes, de a szárazságot és a magas hőmérsékletet rosszul tűri. A kihűlt székletben csak ciszta alakok figyelhetők meg.
Az E. histolytica világszerte (így Magyarországon is) előfordul, gyakori Afrikában, Délkelet-Ázsiában és Latin-Amerikában. Ezeken a helyeken rendszerint súlyosabb betegséget okoz, mint másutt.

### Entamoeba dispar
Az Entamoeba dispar az E. histolytica-val morfológiailag megegyező amőba. Gyakrabban fordul elő a vastagbélben, mint a másik, viszont nem okoz megbetegedést (apatogén).
Cisztáját az E. histolytica-étól molekuláris vizsgáló módszerekkel lehet elkülöníteni.

## Lásd még
- Amőbiázis
- Entamoeba coli